# ポルト公

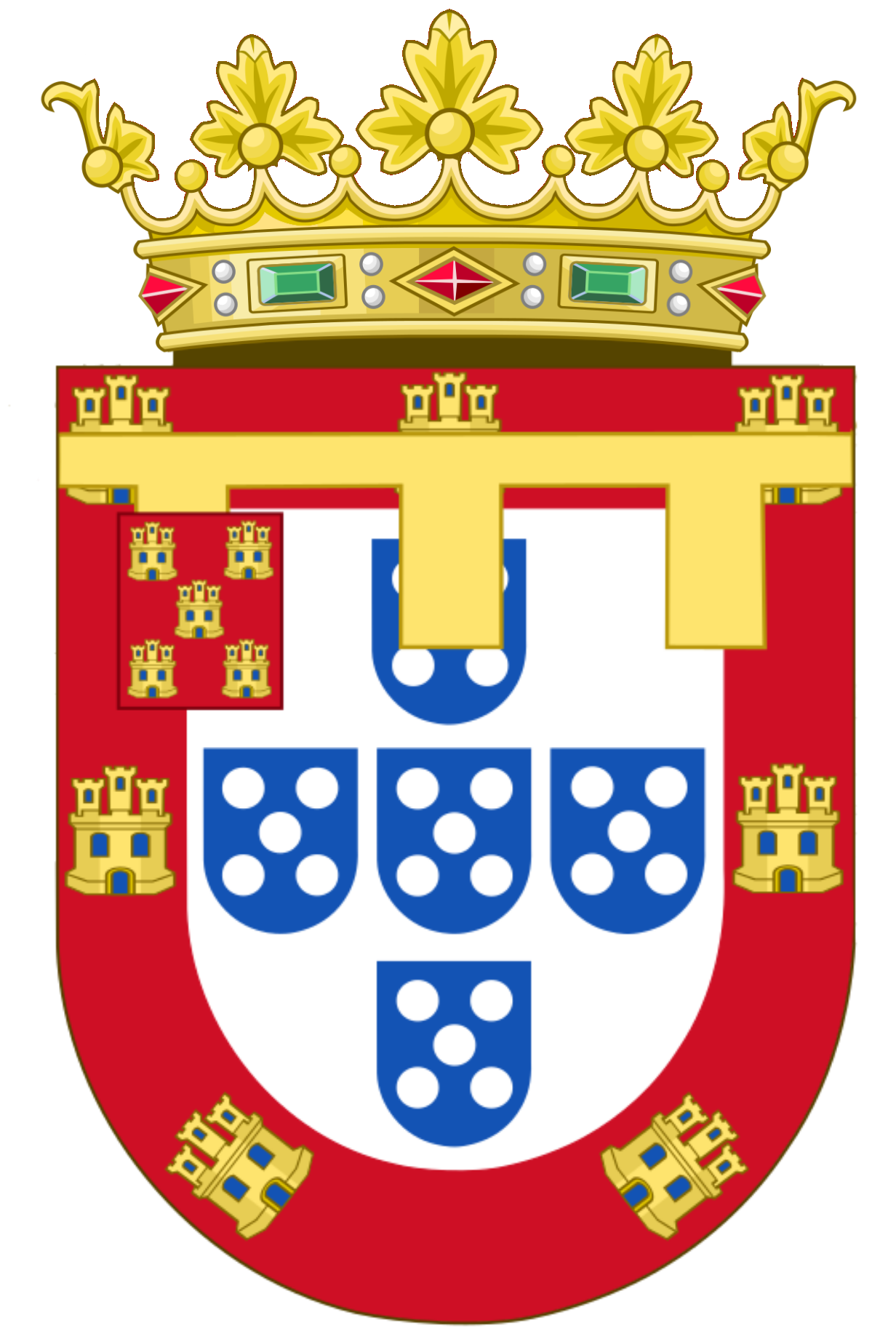
ポルト公の紋章

ポルト公（ポルトこう、ポルトガル語: Duque do Porto）は、ポルトガル王国の公爵位。名前はポルトガル北部の都市ポルトに由来する。

## 歴史
1833年、ポルトガル王ペドロ4世（ブラジル皇帝ペドロ1世）がマリア・ダ・グロリア王女をポルト女公に叙したのが始まりである。自由戦争においてポルトがペドロとマリアに味方したため、公爵位にポルトの名前をとった。
その後、ポルト公は代々ポルトガル王家家長の第2男子が受け継いだ。

## ポルト公の一覧
| 肖像画 | 名前       | 生没                            | 在位期間                       | 王位についた親                  |
| ------ | ---------- | ------------------------------- | ------------------------------ | ------------------------------- |
|        | マリア2世  | 1819年4月4日 - 1853年11月15日   | 1833年4月4日 - 1838年10月31日  | ペドロ4世                       |
|        | ルイス1世  | 1838年10月31日 - 1889年10月19日 | 1838年10月31日 - 1865年7月31日 | マリア2世                       |
|        | アフォンソ | 1865年7月31日 - 1920年2月21日   | 1865年7月31日 - 1920年2月21日  | ルイス1世                       |
|        | ディニス   | 1999年11月25日 -                | 1999年11月25日 -               | ドゥアルテ・ピオ （王位請求者） |